# Antonio de Zayas
Antonio de Zayas-Fernández de Córdoba y Beaumont (Madrid, 3 de septiembre de 1871-Málaga, 23 de abril de 1945) fue un diplomático, poeta y escritor español del modernismo. Ostentó el título nobiliario de duque de Amalfi.

## Biografía
Aristócrata de origen granadino, fue amigo de los hermanos Manuel y Antonio Machado y del actor Ricardo Calvo y militó en el ámbito del modernismo contra el academicismo y la retórica decimonónica. Protestó junto a Valle-Inclán, Villaespesa y tantos otros, por el Nobel concedido a José Echegaray e hizo amistad con Juan Valera, Marcelino Menéndez y Pelayo, a quien escribió un elogio fúnebre cuando murió en 1912, y Juan Ramón Jiménez, que afirmaba que Antonio Zayas había sido el introductor de los poetas parnasianos y simbolistas en España.
Se vinculó poéticamente a un parnasianismo no extranjerizante y tradujo del francés, hacia 1907, Los Trofeos (1893) de José María de Heredia, el libro más importante de esta estética. Como diplomático vivió algún tiempo en Estambul, ciudad a la que dedicó el libro de recuerdos A orillas del Bósforo, Estocolmo, San Petersburgo, Bucarest, Berlín y México. Los informes que envió a Madrid desde Estambul sobre los sefardíes sirvieron al senador y médico  Ángel Pulido Fernández en su campaña a favor de la causa sefardí. Obtuvo la Gran Cruz de la Estrella Polar de las manos del rey de Suecia, y también la Gran Cruz de la Corona, a propuesta del ministro de Rumania. Destinado en Buenos Aires en 1926, en febrero de 1927 fue cesado repentinamente por una protesta junto al aviador Ramón Franco por el establecimiento de una línea aérea regular entre Francia y Argentina, con lo que España se veía así postergada; eso le valió a Franco un arresto y a Zayas la “disponibilidad”. 
Pasó la Guerra Civil en su casa de Madrid, la cual pasó a estar bajo la protección de la Embajada de Rumanía en España. Murió en Málaga de arterioesclerosis en abril de 1945. Falleció sin descendencia y fue sucedido como duque de Amalfi por su sobrino.

## Escritos
A su primer libro, Poesías (1892), de retórica decimonónica y trasnochado Romanticismo, sucedió Joyeles bizantinos (1902) —aunque el libro sea menos decadente que su título— y Retratos antiguos, del mismo año. Paisajes (1903) fue su más clara incursión en el simbolismo, en cuanto que no se tiende a pintar marmóreamente lo exterior, sino el alma; y en Noches blancas y Leyenda, de 1905 y 1906, respectivamente, se acentúa una veta de exaltación del pasado histórico de España que será desde entonces habitual en su obra. Demuestra en estos libros un notable dominio del lenguaje y su don para la versificación. A partir de 1907 —de forma muy declarada y nítida— Antonio de Zayas abandona cualquier veleidad modernista y se dedica a defender lo que llamará la tradición patria, con una retórica (sólo formalmente parnasiana) cada vez más vieja. Antonio de Zayas detestó el modernismo extranjerizante y decadente por patriotismo y razones morales y religiosas. A orillas del Bósforo (1912) es un libro que trata de sus memorias en la legación española de Constantinopla a finales del siglo XIX donde analiza la cuestión de Creta, las masacres armenias y la situación de los sefardíes. Con Plus Ultra (1924), Epinicios, segunda serie (1926) y Ante el altar y en la lid (1942) agotó su trayectoria lírica.

## Obras
- Poesías (1892).
- Joyeles bizantinos (1902)
- Retratos antiguos (1902)
- Noches blancas (1905)
- Leyenda (1906)
- Ensayos de crítica histórica y literaria (1907)
- A orillas del Bósforo (1912) Libro de viajes. (reeditado en 2022 a cargo de Pablo Martín Asuero en Miraguano Ediciones)[4]
- Epinicios: Poesías (1912)
- Plus Ultra: Poesías (1924)
- Epinicios, segunda serie (1926)
- Ante el altar y en la lid (1942)
- El Conde Duque de Olivares y la decadencia española: Conferencia dada en el Ateneo de Madrid el 4 de junio de 1895
- Antología poética, selección e introducción de J.M. Aguirre, Universidad de Exeter, 1980.
- Obra poética, selección e introducción de Amelina Correa, Sevilla, Fundación José Manuel Lara, 2005.[5]